# What's Your Name? (Cosmo4)
What's Your Name? è un singolo del girl group svedese Cosmo4, pubblicato il 12 febbraio 2007 su etichetta discografica M&L Records come quarto estratto dall'album Around the World.
Il brano è stato scritto e composto da Henrik Wikström, Kent Olsson e Niklas Edberger.
Con What's Your Name? le Cosmo4 hanno partecipato a Melodifestivalen 2007, il festival musicale annuale utilizzato come selezione del rappresentante svedese per l'Eurovision Song Contest, dove si sono esibite nella seconda semifinale.

## Tracce
1. What's Your Name? (Radio Mix) – 2:53
2. What's Your Name? (Oscar Holter Radio Remix) – 2:54
3. What's Your Name? (Oscar Holter Club Remix) – 5:22
4. What's Your Name? (Rubicon Remix) – 5:45
5. What's Your Name? (Electrolight Remix) – 4:56
6. What's Your Name? (Undercover Remix) – 4:11
7. What's Your Name? (Karaoke Mix) – 2:53

## Classifiche
| Classifica (2007) | Posizione massima |
| ----------------- | ----------------- |
| Svezia            | 12                |